# Ваздухопловна база Грисом
Ваздухопловна база Грисом (енгл. Grissom Air Force Base) насељено је место без административног статуса у америчкој савезној држави Индијана.

## Демографија
По попису из 2010. године број становника је 5.537, што је 3.885 (235,2%) становника више него 2000. године.
| Група             | 2000.         | 2010.         |
| Белци             | 1.414 (85,6%) | 3.936 (71,1%) |
| Афроамериканци    | 126 (7,6%)    | 1.248 (22,5%) |
| Азијати           | 11 (0,7%)     | 11 (0,2%)     |
| Хиспаноамериканци | 52 (3,1%)     | 257 (4,6%)    |
| Укупно            | 1.652         | 5.537         |